# Biografielijst Ms

## Msi
- Joseph Msika (1923-2009), Zimbabwaans politicus

## Msu
- Cleopa Msuya (1931-2025), Tanzaniaans politicus

## Msw
- Mswati III (1968), koning van eSwatini (1986-)